# ريتشي جيمس
ريتشي جيمس (بالإنجليزية: Richie James)‏ هو لاعب كرة قدم أمريكية أمريكي، ولد في 5 سبتمبر 1995 في ساراسوتا في الولايات المتحدة.